# Josephsdorf (Leutersdorf)
Josephsdorf ist ein Gemeindeteil von Leutersdorf im Landkreis Görlitz.

## Geografie

### Lage
Josephsdorf liegt im südlichen Teil des Landkreises im Neugersdorfer Lössrückengebiet in der Östlichen Oberlausitz. Die Ortslage erstreckt sich im Tal des Josephsdorfer Wassers, eines kleinen Zuflusses zum Leutersdorfer Wasser.
Nördlich erhebt sich der Windmühlenberg (401,2 m ü.NN), im Nordosten der Richterberg (407,3 m ü.NN) und der Oderwitzer Spitzberg (510,1 m ü.NN), östlich der Hofeberg (413 m ü.NN) und südlich der Große Stein (471 m ü.NN). Am südwestlichen Ortsausgang befindet sich der Eichteich. Nach Südwesten hin erstreckt eine vom Leutersdorfer Wasser durchflossene breite Senke, in der früher der Seifenteich aufgestaut war.
Durch die Ortslage führt die Staatsstraße S 142 von Leutersdorf nach Spitzkunnersdorf. Im Westen verläuft die Bahnstrecke Mittelherwigsdorf–Varnsdorf–Eibau.

### Straßen
Der Ortsteil wird von den Straßen Spitzkunnersdorfer Straße, Oststraße, Steinbruchstraße, Obere Straße, Seitenweg, Gärtnerweg, An der Zeile und Sorgeweg durchzogen.

### Nachbarorte
| Sorge, Mittelleutersdorf | Eibau                                       | Neumittelleutersdorf |
| Niederleutersdorf        | Kompassrose, die auf Nachbargemeinden zeigt | Mitteloderwitz       |
| Folge                    | Spitzkunnersdorf                            | Neuspitzkunnersdorf  |

## Geschichte
Am Ausgang des 17. Jahrhunderts ließ die Rumburger Herrschaft die wenig fruchtbare Hutung des Meierhofes Niederleutersdorf südöstlich des alten Waldhufendorfes besiedeln. Am Spitzkunnersdorfer Weg entstand zunächst die Häuserzeile Sorge⊙ und später oberhalb davon das Neudorf. Der Grundherr Anton Florian von Liechtenstein gab 1706 der aus 26 Siedlern bestehenden Streusiedlung, wahrscheinlich nach seinem Sohn Josef, den Namen „Josephidorf“ und fasste sie zu einer politischen Gemeinde zusammen. Josephidorf war damit nach Niederleutersdorf und Neuwalde die dritte Gemeinde auf dem Territorium der böhmischen Exklave Leutersdorf. Die neue Gemeinde erhielt ein eigenes Gerichtsbuch und nach kurzer Zeit auch einen Kretscham. Wegen der günstigen Lage unmittelbar an der kursächsischen Grenze wuchs die Siedlung rasch an.
1830 bestand Josephidorf aus 46 Häusern. Seine Bewohner waren evangelisch-lutherisch und verrichteten ihren Gottesdienst im sächsischen Oberleutersdorf. Durch den Haupt-Gränz- und Territorial-Recess zwischen dem Königreich Sachsen und dem Kaisertum Österreich vom 5. März 1848 kam die böhmische Exklave Leutersdorf am 12. März 1849 zu Sachsen. Seit der Mitte des 19. Jahrhunderts wurde der Ortsname Josephsdorf gebräuchlich. Zur Gemeinde Josephsdorf gehörte die Ansiedlung Sorge, die nicht mit dem heutigen Ortsteil Sorge – der ehemaligen Neuen Sorge oder Neumittelleutersdorf – identisch ist. 1907 erfolgte die Vereinigung der Gemeinden Josephsdorf, Niederleutersdorf, Oberleutersdorf und Hetzwalde zur Landgemeinde Leutersdorf.

### Verwaltungszugehörigkeit
1706: Leitmeritzer Kreis, 1849: Landgerichtsbezirk Löbau, 1856: Gerichtsamt Großschönau, 1875: Amtshauptmannschaft Zittau, 1952: Kreis Zittau, 1994: Landkreis Löbau-Zittau, 2008: Landkreis Görlitz

### Einwohnerentwicklung
| Jahr | Einwohner  |
| ---- | ---------- |
| 1785 | 37 Häusler |
| 1830 | 269        |
| 1849 | 267        |
| 1871 | 354        |
| 1890 | 528        |

## Ortsbild
Josephsdorf ist eine Streusiedlung mit Häuslerreihen. In der Ortslage sind mehrere Umgebindehäuser erhalten.